# Саранський міський округ
Сара́нський міський округ (рос. Саранский городской округ) — міський округ у складі Республіки Мордовія Російської Федерації.
Адміністративний центр — місто Саранськ.

## Історія
Станом на 2002 рік існували Саранська міська рада, до складу якої входили 3 міських райони — Ленінський район, Жовтневий район, Пролетарський район. До складу Октябрського району входили:
- Зиковська селищна рада — смт Зиково, село Монастирське, присілок Полянки, селище Роз'їзд 11 км
- Луховська селищна рада — смт Луховка, села Куликовка, Макаровка
- Ніколаєвська селищна рада — смт Ніколаєвка, селища Добровольний, Пушкіно
- Ялгинська селищна рада — смт Ялга
- Горяйновська сільська рада — села Горяйновка, Грибоєдово, присілки Івановка, Танеєвка
- Напольно-Тавлинська сільська рада — село, Напольна Тавла
- Озерна сільська рада — селище Озерний

## Населення
Населення району становить 347922 особи (2019, 324973 у 2010, 332237 у 2002).

## Склад
До складу поселення входять такі населені пункти:
| Населений пункт                  | Населення, осіб (2002) | Населення, осіб (2010) |
| -------------------------------- | ---------------------- | ---------------------- |
| Горяйновка, село                 | 1068                   | 1136                   |
| Грибоєдово, село                 | 82                     | 74                     |
| Добровольний, селище             | 70                     | 66                     |
| Зиково, село                     | 1084                   | 981                    |
| Івановка, присілок               | 60                     | 65                     |
| Куликовка, село                  | 666                    | 870                    |
| Луховка, селище міського типу    | 9099                   | 8639                   |
| Макаровка, село                  | 744                    | 856                    |
| Монастирське, село               | 928                    | 918                    |
| Напольна Тавла, село             | 509                    | 512                    |
| Ніколаєвка, селище міського типу | 5199                   | 5058                   |
| Озерний, селище                  | 1551                   | 1556                   |
| Полянки, присілок                | 493                    | 457                    |
| Пушкіно, селище                  | 635                    | 633                    |
| Роз'їзд 11 км, селище            | 6                      | 0                      |
| Саранськ, місто                  | 304866                 | 297415                 |
| Танеєвка, присілок               | 89                     | 65                     |
| Ялга, селище міського типу       | 5088                   | 5672                   |